# رايدير ماتوس
رايدير ماتوس (بالبرتغالية: Ryder Matos Santos‏) (27 فبراير 1993 البرازيل - ) هو لاعب كرة قدم برازيلي، يلعب كلاعب وسط.

## روابط خارجية
- رايدير ماتوس على موقع قاعدة بيانات كرة القدم.إي يو (الإنجليزية)
- رايدير ماتوس على موقع Soccerbase.com (لاعب) (الإنجليزية)
- رايدير ماتوس على موقع Soccerway.com (الإنجليزية)
- رايدير ماتوس على موقع عالم كرة القدم.نت (الإنجليزية)
- رايدير ماتوس على موقع AS.com (الإسبانية)